# Wola Gutowska
Wola Gutowska (prononciation : [ˈvɔla ɡuˈtɔfska]) est un village polonais de la gmina de Jedlińsk dans le powiat de Radom de la voïvodie de Mazovie dans le centre-est de la Pologne.
Il se situe à environ 2 kilomètres à l'ouest de Jedlińsk (siège de la gmina), 14 kilomètres au nord de Radom (siège de le powiat) et à 78 kilomètres au sud de Varsovie (capitale de la Pologne).
Le village compte approximativement une population de 270 habitants.

## Histoire
De 1975 à 1998, le village appartenait administrativement à la voïvodie de Radom.